# Worplesdon
Worplesdon is een civil parish in het bestuurlijke gebied Guildford, in het Engelse graafschap Surrey met 8529 inwoners.